# مختبر أيداهو الوطني
مختبر أيداهو الوطني هو أحد المختبرات الوطنية لوزارة الطاقة في الولايات المتحدة الأمريكية، ويديره تحالف باتيل الطاقي. مع أن المختبر يجري أبحاثًا أخرى؛ إلا أنه مرتبط تاريخيًّا بالأبحاث النووية.
بنت عدة منظمات أكثر من 50 مفاعلًا فيما يدعونه عادةً «الموقع»، من بينها المفاعلات التي أعطت أمريكا أول مقدار قابل للاستخدام من الكهرباء المولدة بالطاقة النووي ومحطة الطاقة التي استخدمت في أول غواصة نووية في العالم. رغم إنهاء خدمة العديد من تلك المفاعلات الآن، فإن هذه المنشآت تشكل أكبر تجمع للمفاعلات في العالم.
يقع المختبر في مجمع مساحته 890 ميل مربع (2310 كيلومتر مربع) في الصحراء العالية (جزء من صحراء موييف) في شرق أيداهو، بين أكرو غربًا وشلالات أيداهو وبلاكفوت شرقًا. في حين تقع مدينة أتوميك سيتي التابعة لولاية أيداهو في الجنوب وقريبةً من المختبر. يعمل في المختبر نحو 4000 شخص.

## خلفية تاريخية
بدأ ما بات يعرف الآن باسم مختبر أيداهو الوطني في جنوب شرق أيداهو كموقع عسكري لاختبار الأسلحة المدفعية، تابع للحكومة الأمريكية في أربعينيات القرن العشرين. بعد هجوم اليابانيين على بيرل هاربر، احتاج الجيش الأمريكي إلى موقع آمن لصيانة أقوى أبراج المدافع في البحرية الأمريكية. أحضرت المدافع عبر السكك الحديدية إلى مكان قريب من بوكاتيلو في ولاية أيداهو ليعاد تذخيرها وصيانتها واختبارها. مع بدء تركيز البحرية على أخطار ما بعد الحرب العالمية الثانية وتهديدات الحرب الباردة، تغيرت أنواع المشاريع التي يُعمل عليها في صحراء أيداهو أيضًا. ربما يكون الأكثر شهرةً هو مبنى نموذج المفاعل لأول غواصة نووية في العالم، يو إس إس نوتيلوس.
في عام 1949، أسست منشأة الأبحاث الفدرالية باسم محطة تجريب المفاعل الوطني. في عام 1975، قُسمت لجنة الطاقة الذرية في الولايات المتحدة إلى إدارة البحث والتطوير الطاقي واللجنة التنظيمية النووية. حمل موقع أيداهو لفترة قصيرة اسم إدارة البحث والتطوير الطاقي وثم أعيدت تسميته مختبر أيداهو الوطني للهندسة في 1977 مع إنشاء وزارة الطاقة في الولايات المتحدة في فترة رئاسة جيمي كارتر. بعد عقدين تحت مسمى مختبر أيداهو الوطني للهندسة أعيدت تسميته مرة أخرى إلى مختبر أيداهو الوطني للبيئة والهندسة في عام 1997. عبر السنين، كان هناك أكثر من 50 مفاعل فريد من نوعه بني من قبل منظمات عديدة في المنشأة للاختبار؛ جميعها خارجة عن الخدمة ما عدا ثلاثة.
في الأول من فبراير لعام 2005 استولى تحالف باتيل الطاقي على إدارة المختبر من بيشتيل، واندمج مع مختبر أرغون الوطني الغربي وتغير اسم المنشأة إلى «مختبر أيداهو الوطني». بحلول هذا الوقت كانت أنشطة تنظيف الموقع قد انتقلت إلى متعهد منفصل، مشروع تنظيف أيداهو، الذي تديره حاليًّا شركة فلور أيداهو محدودة المسؤولية. أوكلت نشاطات البحث إلى مختبر أيداهو الوطني حديث التسمية.
وفق تقارير أسوشييتد بريس الإخبارية في أبريل 2018، فإن برميلًا واحدًا من «الحمأة النشطة إشعاعيًّا» تمزق أثناء تحضيره للنقل إلى محطة عزل النفايات التجريبية في جنوب شرق نيومكسيكو للتخزين الدائم. كان البرميل ذو سعة 55 غالون جزءًا من النفايات المشعة سيئة التوثيق من محطة روكي فلاتس قرب دينفر، كمية البراميل من هذا النوع والتي هي مخزنة في مختبر أيداهو الوطني غير معروفة، وليس معروفًا كذلك ما يحتويه كل برميل.

## الأبحاث

### مشاريع الطاقة النووية

#### المحطة النووية من الجيل التالي
جزء من هذا البرنامج لتطوير محطات طاقة نووية محسنة هو «محطة الجيل التالي النووية» التي ستكون استعراضًا لطريقة جديدة لاستخدام الطاقة النووية لأغراض أخرى مع توليد الكهرباء. يمكن للحرارة المتولدة من الانشطار النووي في المحطة توفير حرارة عملية إنتاج الهيدروجين وأغراض صناعية أخرى، بالإضافة إلى توليد الكهرباء في نفس الوقت. وستستخدم محطات الجيل التالي مفاعل غاز يعمل بدرجات حرارة عالية، والذي سيمتلك أنظمة أمان إضافية تعتمد على عمليات فيزيائية طبيعية أكثر من اعتمادها على التدخل البشري أو الميكانيكي.
يعمل مختبر أيداهو الوطني مع القطاع الخاص لتصميم وتخطيط محطات الجيل التالي النووية وصولًا إلى بنائها. فوض المختبر لقيادة هذه الجهود من قبل وزارة الطاقة في الولايات المتحدة عقب قانون سياسة الطاقة لعام 2005.

#### أبحاث دورة الوقود وتطويرها
يهدف برنامج أبحاث دورة الوقود وتطويرها إلى المساعدة في زيادة فوائد الطاقة النووية من خلال معالجة بعض القضايا المتضمنة في دورة الحياة الحالية لوقود المفاعل النووي في الولايات المتحدة الأمريكية. تحاول هذه الجهود جعل توسعة الطاقة النووية آمنة وسليمة واقتصادية ومستدامة.
تستخدم الولايات المتحدة حاليًّا كالعديد من الدول الأخرى دورة وقود نووي «مفتوحة»، يستخدم فيها وقود المحطة النووية لمرة واحدة ومن ثم يوضع في مستودع لتخزين غير محدد الأمد. أحد الأهداف الرئيسية لأبحاث دورة الوقود وتطويرها هو البحث والتطوير واستعراض طرق «إغلاق» دارة الوقود بحيث يعاد استعماله بدل تركه قبل استخدام كل الطاقة التي يحتويها. ينسق مختبر أيداهو الوطني بين الكثير من جهود أبحاث دورة الوقود وتطويرها البحثية الوطنية، بما فيها:
- تنسيق نشاطات هامة لأبحاث وتطوير دورة الوقود.
- السعي لتطوير السياسات والأطر التنظيمية لدعم إغلاق دورة الوقود.
- تطوير تقنيات قابلة للتطبيق.
- تأسيس عناصر برمجية متقدمة للمحاكاة والنمذجة.
- تطبيق برنامج بحث وتطوير بأساس علمي.[7]

#### برنامج استدامة مفاعل الماء الخفيف
يدعم برنامج استدامة مفاعل الماء الخفيف الجهود الوطنية لإجراء الأبحاث وجمع المعلومات الضرورية لاستعراض ما إذا كان من الآمن والصائب محاولة تطبيق زيادات تفوق 60 سنة من عمر التشغيل.
يهدف البرنامج إلى تمديد أعمار الخدمة لأكثر من 100 محطة توليد كهرباء بالطاقة النووية في الولايات المتحدة. يجمع البرنامج المعلومات التقنية، ويؤدي أبحاثًا مهمة وينظم المعطيات لاستخدامها في تطبيقات تمديد الرخصة.
المنشأة الوطنية العلمية للمستخدمين الخاصة بالمفاعل التجريبي المتقدم
المفاعل التجريبي المتقدم التابع لمختبر أيداهو الوطني هو مفاعل أبحاث فريد يبعد نحو 50 ميل (80 كم) عن شلالات أيداهو.
أسمت وزارة الطاقة المفاعل التجريبي المتقدم (إيه تي آر) منشأةً وطنية علمية للمستخدمين في أبريل 2007. فتح هذا التخصيص المنشأة للاستخدام من قبل مجموعات بحث علمية تقودها الجامعات وأعطاهم الوصول الحر إلى المفاعل التجريبي المتقدم وموارد فريدة أخرى في مختبر أيداهو الوطني والمنشآت الشريكة. بالإضافة إلى التماس دوار للاقتراحات بموعدين نهائيين كل عام، فإن مختبر أيداهو الوطني يقيم «أسبوع مستخدمين» سنويًّا وجلسات صيفية لمؤالفة الباحثين مع قدرات منشأة المستخدمين المتاحة لهم.

#### البرامج الجامعية للطاقة النووية
برامج الطاقة النووية الجامعية التابعة لوزارة الطاقة تؤمن التمويل لمنح الأبحاث، والزمالات، والإعانات، وتحديثات البنى التحتية في الجامعات.
مثلًا، في مايو 2010 منح البرنامج 38 مليون دولار لاثنين وأربعين مشروع بحث وتطوير تقوده الجامعات في 23 جامعة من 17 ولاية في الولايات المتحدة الأمريكية. في السنة المالية 2009 منح البرنامج نحو 44 مليون دولار لواحد وسبعين مشروع بحث وتطوير وأكثر من 6 ملايين دولار كإعانات للبنى التحتية لثلاثين جامعة وكلية أمريكية في 23 ولاية. مركز الدراسات المتقدمة للطاقة التابع لمختبر أيداهو الوطني يدير البرنامج لصالح وزارة الطاقة. مركز الدراسات المتقدمة للطاقة تعاون بين مختبر أيداهو الوطني وجامعات أيداهو البحثية العامة الثلاث: جامعة ولاية أيداهو، جامعة بويز التابعة للولاية، وجامعة أيداهو.